# MEF2D
La factor potenciador específico de miocito 2D (MEF2D) es una proteína codificada en humanos por el gen mef2D.

## Interacciones
La proteína MEF2D ha demostrado ser capaz de interaccionar con:
- YWHAQ[3]
- MAPK7[4]
- EP300[5][6]
- Sp1[7]
- MEF2A[8]
- NFATC2[9]
- CABIN1[6][10]